# Municipio de Fairview (condado de Clay)
El municipio de Fairview (en inglés: Fairview Township) es un municipio ubicado en el condado de Clay en el estado estadounidense de Dakota del Sur. En el año 2010 tenía una población de 522 habitantes y una densidad poblacional de 5,59 personas por km².

## Geografía
El municipio de Fairview se encuentra ubicado en las coordenadas 42°46′19″N 96°51′30″O / 42.77194, -96.85833. Según la Oficina del Censo de los Estados Unidos, el municipio tiene una superficie total de 93.3 km², de la cual 89,61 km² corresponden a tierra firme y (3,96 %) 3,7 km² es agua.

## Demografía
Según el censo de 2010, había 522 personas residiendo en el municipio de Fairview. La densidad de población era de 5,59 hab./km². De los 522 habitantes, el municipio de Fairview estaba compuesto por el 95,02 % blancos, el 0,96 % eran afroamericanos, el 1,34 % eran amerindios, el 1,34 % eran asiáticos, el 0,38 % eran de otras razas y el 0,96 % eran de una mezcla de razas. Del total de la población el 1,92 % eran hispanos o latinos de cualquier raza.